# Varanus tristis
Il varano dalla testa nera (Varanus tristis (Schlegel, 1839)) è un varano originario dell'Australia.
È un abile nuotatore di dimensioni contenute (80 cm e 3 chili di peso), e predilige gli ambienti tropicali. La sottospecie V. tristis orientalis è lunga 60 cm.